# 막대 렌즈형 은하

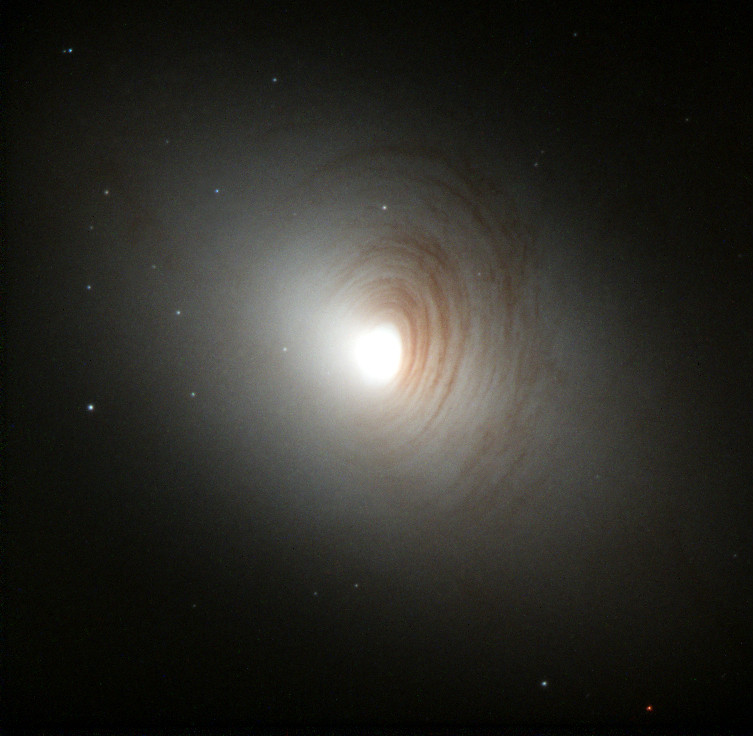
NGC 2787는 막대 렌즈형 은하의 한 예시이다.

막대 렌즈형 은하(영어: Barred lenticular galaxy)는 막대나선은하와 비슷한 렌즈형 은하이다. 허블 분류로는 SB0형으로 표현된다.

## 같이 보기
- 렌즈형 은하
- 정상 렌즈형 은하